# 수양동
수양동(水良洞)은 경상남도 거제시의 행정동이다. 면적은 11.15 km2이며, 인구는 2015년 12월 말 주민등록 기준으로 1만8730 명, 5,892 가구이다.

## 개요
2008년 7월 1일 신현읍이 폐지되고 행정동으로 전환하면서, 수월동과 양정동을 묶어 수양동이 신설되었다.
동쪽으로는 국사봉을 경계로 옥포동과 아주동, 서쪽으로는 독봉산을 경계로 고현동, 상문동과 맞닿아 있다. 수원이 풍족하고 토질이 비옥한 도·농 복합형 도시로, 문화재로는 포로수용소 경비막사가 있다.

## 아파트
| 단지명            | 건설사         | 시행사                        | 주소                  | 입주        | 비고 |
| ----------------- | -------------- | ----------------------------- | --------------------- | ----------- | ---- |
| 춘광 한빛타운     | 춘광건설㈜     | 춘광건설㈜                    | 해명로6길 11 (수월동) | 1998년 2월  |      |
| 엘리유리안 2차    | 엘리종합건설㈜ | 수월지역주택조합              | 해명로4길 8 (수월동)  | 2015년 9월  |      |
| 거제 자이         | 지에스건설     | ㈜대한토지신탁                | 해명로 52 (수월동)    | 2008년 12월 |      |
| 거제 두산위브     | 두산건설       | ㈜휴먼디앤씨                  | 수양로 435 (수월동)   | 2008년 2월  |      |
| 거제 포스코더샵   | 포스코건설     | ㈜거진개발                    | 제산로 86 (양정동)    | 2009년 3월  |      |
| 거제 삼성쉐르빌   | 삼성중공업     | 삼성조선소 제11차직장주택조합 | 제산로 2-5 (양정동)   | 2007년 3월  |      |
| 거제 1차 아이파크 | 현대산업개발   | ㈜한양건설                    | 양정5길 36 (양정동)   | 2017년 3월  |      |
| 거제 2차 아이파크 | 현대산업개발   | 하나자산신탁㈜ ㈜평산산업개발 | 수양로 110 (양정동)   | 2018년 7월  |      |

## 관광
- 거제포로수용소